# Coupe de Belgique de football 1965-1966
Navigation
Édition précédente Édition suivante
La Coupe de Belgique 1965-1966 est la onzième édition de l'épreuve. Elle voit la victoire du Standard de Liège (2e succès) au terme d'une finale qui est la  revanche de l'édition précédente, contre le R. SC Anderlechtois, au stade du Heysel à Bruxelles.

## Formule
Cette édition respecte la même formule que celle adaptée pour la réapparition de l'épreuve en 1963. Elle se déroule selon le principe de « rencontres à élimination directe en une seule manche sur le terrain de la première équipe tirée au sort ».
La phase finale réunit 64 clubs à partir des 1/32e de finale où les équipes de Division 1 (16) et Division 2 (16) (de la saison précédente) attendent les 32 rescapés de 4 tours préliminaires. Ceux-ci se déroulement en préambule de la saison durant le mois d'août. Le premier tour concerne 128 clubs qui sont rejoints au 2e tour par les cercles de Promotion. Les formations de Division 3 entrent en lice lors du 4e tour.
Un élément important à noter est que la division de référence d'un club pour désigner le moment où il commence la compétition est celle de la saison précédente. Dans cet article les divisions indiquées en regard des clubs est bien celle où ils évoluent pendant cette saison 1965-1966.

### Déroulement schématique

#### Tours préliminaires
- TOUR 1 : 64 rencontres, 128 clubs des Séries provinciales
  - TOUR 2 : 64 rencontres, 64 qualifiés du Tour 1 + les 64 clubs de Promotion de la saison précédente (qui sont têtes de série et ne se rencontrent pas entre eux)
    - TOUR 3 : 32 rencontres, 64 qualifiés du Tour 2 (pré-tirage intégral, plus de tête de série)
      - TOUR 4 : 32 rencontres, 32 qualifiés du Tour 3 + les 32 clubs de Division 3 de la saison précédente (qui sont têtes de série et ne se rencontrent pas entre eux)

#### Phase finale
- 1/32e de finale : 32 qualifiés du Tour 4, 16 clubs de Division 2 de la saison précédente et 16 clubs de Division 1 de la saison précédente (D1 et D2 sont têtes de série et ne se rencontrent pas entre elles)
  - 1/16e de finale (à partir de ce tour, tirage intégral, plus de têtes de série)
    - 1/8e de finale
      - 1/4 de finale
        - 1/2 finales
          - FINALE

## Répartition des clubs engagés
| Abréviations des Divisions - (I) : club évoluant en Division 1 - (II) : club évoluant en Division 2 - (III) : club évoluant en Division 3 - (P) : club évoluant en Promotion - (p-...) : club évoluant dans les séries provinciales concernées Abréviations des Provinces - (Anv) : Province d'Anvers - (Bbt) : Province de Brabant - (WVl) : Province de Flandre-Occidentale - (OVl) : Province de Flandre-Orientale - (Hai) : Province de Hainaut - (Liè) : Province de Liège - (Lim) : Province de Limbourg - (Lux) : Province de Luxembourg - (Nam) : Province de Namur | \| Province \| D1 \| D2 \| D3 \| P \| prov. \| Total \| \| ------------------- \| -- \| -- \| -- \| -- \| ----- \| ----- \| \| Anvers \| 5 \| 2 \| 4 \| 1 \| 2 \| 14 \| \| Brabant \| 3 \| 3 \| 5 \| 1 \| 0 \| 12 \| \| Flandre occidentale \| 2 \| 2 \| 1 \| 1 \| 0 \| 6 \| \| Flandre orientale \| 1 \| 1 \| 3 \| 2 \| 0 \| 7 \| \| Hainaut \| 0 \| 2 \| 2 \| 1 \| 0 \| 5 \| \| Liège \| 3 \| 1 \| 1 \| 2 \| 0 \| 7 \| \| Limbourg \| 2 \| 2 \| 2 \| 3 \| 0 \| 9 \| \| Luxembourg \| 0 \| 0 \| 0 \| 2 \| 0 \| 2 \| \| Namur \| 0 \| 1 \| 1 \| 0 \| 0 \| 2 \| \| Total \| 16 \| 14 \| 19 \| 13 \| 2 \| 64 \| |    |    |    |       |       |
| Province | D1 | D2 | D3 | P  | prov. | Total |
| Anvers | 5 | 2  | 4  | 1  | 2     | 14    |
| Brabant | 3 | 3  | 5  | 1  | 0     | 12    |
| Flandre occidentale | 2 | 2  | 1  | 1  | 0     | 6     |
| Flandre orientale | 1 | 1  | 3  | 2  | 0     | 7     |
| Hainaut | 0 | 2  | 2  | 1  | 0     | 5     |
| Liège | 3 | 1  | 1  | 2  | 0     | 7     |
| Limbourg | 2 | 2  | 2  | 3  | 0     | 9     |
| Luxembourg | 0 | 0  | 0  | 2  | 0     | 2     |
| Namur | 0 | 1  | 1  | 0  | 0     | 2     |
| Total | 16 | 14 | 19 | 13 | 2     | 64    |

## Cinquième tour (Trente-deuxièmes de finale)
Ce tour marque l'entrée en lice des 16 clubs de Division 1, de 14 clubs de Division 2, de deux clubs relégués de D2 à la fin de la saison précédente (Boom FC en D3 et l'Eendracht Alost renvoyée en Promotion). Ces 32 formations rejoignent les 32 rescapés des tours préliminaires. Le tirage au sport de ce tour est effectué en même temps que celui des quatre tours préliminaires, dont les 32 qualifiés connaissent leur adversaires.
- 64 équipes, 32 rencontres, jouées le 28 août 1965 et le 29 août 1965. Une rencontre est décalée au 6 octobre 1965.
  - 15 des 16 formations de Division 1 franchissent ce tour. Plusieurs sont accrochés mais s'en tirent. Ce n'est pas le cas du Beerschot tenu en échec et éliminé par le Vigor Hamme (D3).
  - Les équipes des Divisions 2 sont à la peine avec seulement sept qualifiés. Namur et Verviers sont sortis par des équipes de Promotion.

| Dates      | Types   | Visités                         | Visiteur                             | Score final | Remarques           |
| ---------- | ------- | ------------------------------- | ------------------------------------ | ----------- | ------------------- |
| 29/08/1965 | D1-D3   | R. Antwerp FC (I)               | Sporting Houthalen (III)             | 2-0         |                     |
| 29/08/1965 | D1-D3   | K. Berchem Sport (I)            | Racing Jette (-III)                  | 1-0         |                     |
| 29/08/1965 | D1-D3   | K. Wezel Sport FC (III)         | R. Tilleur FC (I)                    | 0-2         |                     |
| 29/08/1965 | D1-D3   | K. Lyra (III)                   | K. Beringen FC ()                    | 1-2         |                     |
| 28/08/1965 | D1-D3   | R. FC Brugeois (I)              | K. RC Mechelen (III)                 | 2-0         |                     |
| 29/08/1965 | D1-D3   | R. CS Brugeois (I)              | Voorwaarts Tienen (III)              | 2-1         |                     |
| 29/08/1965 | D1-D3   | K. FC Vigor Hamme (III)         | K. Beerschot AC (I)                  | 0-0         | ???                 |
| 29/08/1965 | D1-P    | R. FC Malinois (-I)             | Sporting Alken (P)                   | 4-1         |                     |
| 29/08/1965 | D1-P    | R. FC Renaisien (-P)            | R. Daring CB (I)                     | 1-3         |                     |
| 29/08/1965 | D1-P    | K. Tongerse SV Cercle (P)       | R. FC Liégeois (I)                   | 0-6         |                     |
| 29/08/1965 | D1-P    | R.CS Visétois (P)               | R. Standard CL (I)                   | 1-5         | Terrain du Standard |
| 29/08/1965 | D1-P    | K. FC Meulebeke (-P)            | K. St-Truidense VV (I)               | 0-0         | ???                 |
| 29/08/1965 | D1-P    | ARA La Gantoise (I)             | R. Jeunesse Arlonaise (P)            | 4-2         |                     |
| 06/10/1965 | D1-P    | R. SC Anderlechtois T (I)       | R. Ass. Marchiennoise des Sports (P) | 16-0        |                     |
| 29/08/1965 | D1-Prov | K. FC Dessel Sport (p-Anv)      | K. Lierse SK (I)                     | 1-3         |                     |
| 29/08/1965 | D1-Prov | K. FC Mol Sport (-p-Anv)        | R. Racing White (-I)                 | 0-2         |                     |
| 29/08/1965 | D2-D3   | AS Oostende KM (II)             | K. SK Roeselare (III)                | 4-2         |                     |
| 29/08/1965 | D2-D3   | R. Wavre Sport (III)            | K. St-Niklaasse SK (II)              | 1-1         | ???                 |
| 29/08/1965 | D2-D3   | R. CS Schaerbeek (III)          | K. SV Waregem (II)                   | 2-0         |                     |
| 29/08/1965 | D2-D3   | R. RC Tirlemont (III)           | R. Olympic CC (II)                   | 1-0         |                     |
| 29/08/1965 | D2-D3   | R. Racing FC Montegnée (III)    | Patro Eisden (II)                    | 1-1         | ???                 |
| 29/08/1965 | D2-D3   | UBS Auvelais (III)              | K. FC Diest (-II)                    | 1-0         |                     |
| 29/08/1965 | D2-D3   | R. AEC Mons (III)               | UR St-Gilloise (-II)                 | 0-1         |                     |
| 29/08/1965 | D2-D3   | SK Beveren-Waas (III)           | K. FC Turnhout (II)                  | 2-2         | ???                 |
| 29/08/1965 | D2-D3   | K. FC Winterslag (III)          | R. Charleroi SC (II)                 | 1-1         | ???                 |
| 29/08/1965 | D2-P    | Léopold Club Bastogne (P)       | K. FC Herentals (II)                 | 2-5         |                     |
| 29/08/1965 | D2-P    | R. Crossing FC Molenbeek (II)   | R. Uccle Sport (-P)                  | 5-2         |                     |
| 29/08/1965 | D2-P    | K. Waterschei SV THOR Genk (II) | K. SC Maccabi Voetbal Antwerp (P)    | 6-3         |                     |
| 29/08/1965 | D2-P    | UR Namur (II)                   | R. Herve FC (P)                      | 0-2         |                     |
| 29/08/1965 | D2-P    | K. Patria FC Tongeren (P)       | R. CS Verviétois (II)                | 0-0         | ???                 |
| 29/08/1965 | D3-D3   | K. SV Sottegem (III)            | R. Boom FC (-III)                    | 0-1         |                     |
| 29/08/1965 | D3-P    | K. SC Eendracht Aalst (-P)      | R. RC Tournaisien (III)              | 2-1         |                     |

## Seizièmes de finale
À partir de ce tour, un tirage au sort intégral est effectué avant chaque tour. Il n'y a plus d'équipes protégées.
Tous les représentants de la Province de Luxembourg ont été éliminés. 

### Participants
| Province            | Clubs de Division 1 | Clubs de Division 2 | Clubs de Division 3 | Clubs de Promotion | Total |
| ------------------- | ------------------- | ------------------- | ------------------- | ------------------ | ----- |
| Totaux par division | 15                  | 7                   | 7                   | 3                  | 32    |
| Anvers              | 4                   | 2                   | 1                   | 0                  | 7     |
| Brabant             | 3                   | 2                   | 3                   | 0                  | 8     |
| Flandre-Occidentale | 2                   | 2                   | 0                   | 0                  | 4     |
| Flandre-Orientale   | 1                   | 0                   | 1                   | 1                  | 3     |
| Hainaut             | 0                   | 2                   | 0                   | 0                  | 2     |
| Liège               | 3                   | 0                   | 1                   | 1                  | 5     |
| Limbourg            | 2                   | 2                   | 0                   | 1                  | 4     |
| Namur               | 0                   | 0                   | 1                   | 0                  | 1     |

### Résultats
- 32 équipes, 16 rencontres programmées le 11 novembre 1965, mais une est avancée au 24 octobre 1965, une au  10 novembre 1965 alors que trois autres sont décalées au mois de mars 1966.
  - Les équipes de Division 1 frappent fort. Plusieurs gros scores sont enregistrés. Trois formations de l'élite passent à la trappe lors de confrontations entre cercles de « D1 » alors que le Club Malinois est sorti par Waterschei (D2).
  - Deux équipes de  Division 3 atteignent les Huitièmes de finale, dont Boom qui sort le Crossing Molenbeek (D2).

| Dates      | Types | Visités                       | Visiteur                        | Score final | Remarques     |
| ---------- | ----- | ----------------------------- | ------------------------------- | ----------- | ------------- |
| 30/03/1966 | D1-D1 | R. FC Brugeois (I)            | R. Antwerp FC (I)               | 1-2         |               |
| 11/11/1965 | D1-D1 | R. Racing White (-I)          | R. CS Brugeois (I)              | 2-0         |               |
| 23/03/1966 | D1-D1 | K. Beringen FC (I)            | K. St-Truidense VV (I)          | 0-1         |               |
| 23/03/1966 | D1-D2 | R. Standard CL (I)            | K. FC Turnhout (II)             | 3-0         |               |
| 24/10/1965 | D1-D2 | R. Charleroi SC (II)          | RA La Gantoise (I)              | 1-2         |               |
| 11/11/1965 | D1-D2 | R. FC Malinois (-I)           | K. Waterschei SV THOR Genk (II) | 1-2         |               |
| 11/11/1965 | D1-D3 | K. Berchem Sport (I)          | K. FC Vigor Hamme (III)         | 2-1         |               |
| 11/11/1965 | D1-D3 | R. FC Liégeois (I)            | R. Racing FC Montegnée (III)    | 8-0         |               |
| 10/11/1965 | D1-D3 | R. SC Anderlechtois T (I)     | R. Wavre Sport (III)            | 7-0         |               |
| 11/11/1965 | D1-P  | R. Daring CB(I)               | R. Herve FC (P)                 | 6-0         |               |
| 11/11/1965 | D1-P  | K. Lierse SK (I)              | K. SC Eendracht Aalst (-P)      | 6-0         |               |
| 11/11/1965 | D1-P  | R. Tilleur FC (I)             | K. Patria FC Tongeren (P)       | 8-0         |               |
| 11/11/1965 | D2-D2 | K. FC Herentals (II)          | AS Oostende KM(II)              | 1-3         |               |
| 11/11/1965 | D2-D3 | R. RC Tirlemont (III)         | UR St-Gilloise (-II)            | 2-2         | Tirs au but ? |
| 11/11/1965 | D2-D3 | R. Crossing FC Molenbeek (II) | R. Boom FC (-III)               | 1-3         |               |
| 11/11/1965 | D3-D3 | R. CS Schaerbeek (III)        | UBS Auvelais (III)              | 4-1         |               |

## Huitièmes de finale
Il n'y a plus de formations hennuyères et namuroises, ni de cercle de Promotion.

### Participants
| Province            | Clubs de Division 1 | Clubs de Division 2 | Clubs de Division 3 | Total |
| ------------------- | ------------------- | ------------------- | ------------------- | ----- |
| Totaux par division | 11                  | 3                   | 2                   | 16    |
| Anvers              | 3                   | 0                   | 1                   | 4     |
| Brabant             | 3                   | 1                   | 1                   | 5     |
| Flandre-Occidentale | 0                   | 1                   | 0                   | 1     |
| Flandre-Orientale   | 1                   | 0                   | 0                   | 1     |
| Liège               | 3                   | 0                   | 0                   | 3     |
| Limbourg            | 1                   | 1                   | 0                   | 2     |

### Résultats
- 16 clubs, 8 rencontres programmées les 8 et 9 avril 1966.
  - Les provinces de Brabant et de Liège placent chacune de trois de leurs clubs, soit 6 des 8 quarts de finalistes.
  - Tenant du trophée et dominateur en championnat, Anderlecht impressionne. Les « Mauves » franchissent leur troisième tour avec la différence de but phénoménale de (35-0) !
  - Waterschei (D2) créé une surprise en remportant le derby limbourgeois contre St-Trond. Les Trudonnaires réalisent pourtant une de leurs meilleures saisons qu'ils termineront « vice-champion national ».
  - Boom (D3) continue de surprendre avec une large victoire à Albertpark d'Ostende, club de milieu de tableau en D2. Relégués à la fin de la saison précédente, les « Briquetiers » jouent le titre en Division 3, mais le louperont de peu derrière le Racing de Malines.

| Dates      | Types | Visités                | Visiteur                        | Score final | Remarques |
| ---------- | ----- | ---------------------- | ------------------------------- | ----------- | --------- |
| 09/04/1966 | D1-D1 | R. Standard CL (I)     | R. Antwerp FC (I)               | 3-0         |           |
| 09/04/1966 | D1-D1 | R. Racing White (-I)   | K. Berchem Sport (I)            | 7-2         |           |
| 09/04/1966 | D1-D1 | K. Lierse SK (I)       | R. Daring CB (I)                | 0-0         | ???       |
| 08/04/1966 | D1-D1 | R. FC Liégeois (I)     | ARA La Gantoise (I)             | 4-2         |           |
| 09/04/1966 | D1-D2 | UR St-Gilloise (-II)   | R. Tilleur FC (I)               | 1-2         |           |
| 09/04/1966 | D1-D2 | K. St-Truidense VV (I) | K. Waterschei SV THOR Genk (II) | 1-2         |           |
| 08/04/1966 | D1-D3 | R. CS Schaerbeek (III) | R. SC Anderlechtois T (I)       | 0-12        |           |
| 09/04/1966 | D2-D3 | AS Oostende KM (II)    | R. Boom FC (-III)               | 2-6         |           |

## Quarts de finale
Alors que toutes les formations flandriennes ont été sorties, cette édition est dominée par les clubs brabançons (bruxellois) et liégeois. Ces deux provinces placent chacune trois équipes en quarts de finale.

### Participants
| Province            | Clubs de Division 1 | Clubs de Division 2 | Clubs de Division 3 | Total |
| ------------------- | ------------------- | ------------------- | ------------------- | ----- |
| Totaux par division | 6                   | 1                   | 1                   | 8     |
| Anvers              | 0                   | 0                   | 1                   | 1     |
| Brabant             | 3                   | 0                   | 0                   | 3     |
| Liège               | 3                   | 0                   | 0                   | 3     |
| Limbourg            | 0                   | 1                   | 0                   | 1     |

### Résultats
- 8 clubs, 4 rencontres programmées entre le 11 avril 1966 et le 27 avril 1966.
  - Pas de surprises majeures puisqu'en regard des différents classements et/ou divisions, l'équipe la mieux classée rejoint les demi-finales.
  - Waterschei (D2) et Boom (D3) voient leur beau parcours s'arrêter.

| Dates      | Types | Visités                         | Visiteur             | Score final | Remarques |
| ---------- | ----- | ------------------------------- | -------------------- | ----------- | --------- |
| 11/04/1966 | D1-D1 | R. Tilleur FC (I)               | R. Daring CB (I)     | 3-0         |           |
| 12/04/1966 | D1-D1 | R. SC Anderlechtois T (I)       | R. FC Liégeois (I)   | 2-0         |           |
| 27/04/1966 | D1-D2 | K. Waterschei SV THOR Genk (II) | R. Standard CL (I)   | 0-3         |           |
| 11/04/1966 | D1-D3 | R. Boom FC (-III)               | R. Racing White (-I) | 1-2         |           |

## Demi-finales

### Participants
| Province            | Clubs de Division 1 | Total |
| ------------------- | ------------------- | ----- |
| Totaux par division | 4                   | 4     |
| Brabant             | 2                   | 2     |
| Liège               | 2                   | 2     |

### Résultats
- 4 clubs, deux rencontres disputées le 1er juin 1966
  - Double confrontation Bruxelles/Liège, avec un qualifié pour chaque ville, en l'occurrence les deux mieux placés au classement final de « D1 ».

| Dates      | Types | Visités                   | Visiteur             | Score final | Remarques |
| ---------- | ----- | ------------------------- | -------------------- | ----------- | --------- |
| 01/06/1966 | D1-D1 | R. Standard CL (I)        | R. Racing White (-I) | 2-0         |           |
| 01/06/1966 | D1-D1 | R. SC Anderlechtois T (I) | R. Tilleur FC (I)    | 2-0         |           |

## Finale
La finale est le « remake » de la précédente. Triple champion d'affilée et tenant du trophée, Sporting Anderlecht se présente au Heysel avec l'étiquette « de tout grand favori ». Sacré avec 7 points d'avance que son dauphin, St-Trond qui a terminé avec deux victoires de mieux que le Standard, soit l'autre finaliste.
Les deux formations adopte un schéma tactique proche du « 4-2-4 », et donc résolument offensif. La rencontre reste très serrée et ne livre qu'un seul but. Auteurs d'un parcours impressionnant lors de cette 11e Coupe de Belgique, les « Mauves » voient le trophée leur glisser entre les doigts pour un seul but concédé, eux qui sont arrivés en finale avec une différence de buts « monstre » de 39 à 0 !
| ·            |                     |  |
| Titulaires : |                     |  |
|              |                     |  |
| G            | Frans Dignef        |  |
| ArD          | Jef Vliers          |  |
| DC           | Tony Van Schoonbeek |  |
| DC           | Nico Dewalque       |  |
| ArG          | Lucien Spronck      |  |
| M            | Jacky Beurlet       |  |
| M            | Louis Pilot         |  |
| AiD          | Léon Semmeling      |  |
| A            | Paul Van den Berg   |  |
| A            | Victor Wegria       |  |
| AiG          | Marcel Paeschen     |  |
|              |                     |  |
| Entraîneur : |                     |  |
| Michel Pavić |                     |  |

| ·                |                     |  |
| Titulaires :     |                     |  |
|                  |                     |  |
| G                | Jean Trappeniers    |  |
| ArD              | Georges Heylens     |  |
| DC               | Jean Plaskie        |  |
| DC               | Julien Kialunda     |  |
| ArG              | Wantuil da Trindade |  |
| M                | Pierre Hanon        |  |
| M                | Jef Jurion          |  |
| AiD              | Johan Devrindt      |  |
| A                | Jacky Stockman      |  |
| A                | Paul Van Himst      |  |
| AiG              | Wilfried Puis       |  |
|                  |                     |  |
| Entraîneur :     |                     |  |
| Pierre Sinibaldi |                     |  |

| ·            |                     |  |
| Titulaires : |                     |  |
|              |                     |  |
| G            | Frans Dignef        |  |
| ArD          | Jef Vliers          |  |
| DC           | Tony Van Schoonbeek |  |
| DC           | Nico Dewalque       |  |
| ArG          | Lucien Spronck      |  |
| M            | Jacky Beurlet       |  |
| M            | Louis Pilot         |  |
| AiD          | Léon Semmeling      |  |
| A            | Paul Van den Berg   |  |
| A            | Victor Wegria       |  |
| AiG          | Marcel Paeschen     |  |
|              |                     |  |
| Entraîneur : |                     |  |
| Michel Pavić |                     |  |

| ·                |                     |  |
| Titulaires :     |                     |  |
|                  |                     |  |
| G                | Jean Trappeniers    |  |
| ArD              | Georges Heylens     |  |
| DC               | Jean Plaskie        |  |
| DC               | Julien Kialunda     |  |
| ArG              | Wantuil da Trindade |  |
| M                | Pierre Hanon        |  |
| M                | Jef Jurion          |  |
| AiD              | Johan Devrindt      |  |
| A                | Jacky Stockman      |  |
| A                | Paul Van Himst      |  |
| AiG              | Wilfried Puis       |  |
|                  |                     |  |
| Entraîneur :     |                     |  |
| Pierre Sinibaldi |                     |  |

## Statistiques

### Générales
- Nombre de finales jouées : 11 - (42 buts marqués)
  - Nombre de finales avec prolongation : 3 (4 buts marqués)
  - Nombre de finales avec tirs au but : 0
- Joueurs expulsés lors en finale : 4
- Clubs participant aux finale :
  - Clubs de la plus haute division : 19
  - Clubs de deuxième division : 2
  - Clubs de troisième division : 1

### Par provinces
| # | Provinces                       | Vainqueurs | Finalistes | Total |
| - | ------------------------------- | ---------- | ---------- | ----- |
| 1 | Province d'Anvers               | 1          | 3          | 4     |
| 2 | Province de Brabant             | 5          | 2          | 7     |
| 3 | Province de Flandre-Occidentale | 1          | 2          | 3     |
| 4 | Province de Flandre-Orientale   | 1          | 1          | 2     |
| 5 | Province de Hainaut             | 1          | 0          | 1     |
| 6 | Province de Liège               | 2          | 2          | 4     |
| 7 | Province de Limbourg            | 0          | 1          | 1     |
| 8 | Province de Luxembourg          | 0          | 0          | 0     |
| 9 | Province de Namur               | 0          | 0          | 0     |

| # | Provinces                   | Victoires | Place de finaliste | Total |
| - | --------------------------- | --------- | ------------------ | ----- |
| 1 | Province du Brabant flamand | 0         | 1                  | 1     |
| 2 | Province de Brabant wallon  | 0         | 0                  | 0     |
| 3 | Bruxelles                   | 5         | 1                  | 6     |

### Clubs avec plus d'une victoire
- Union Royale St-Gilloise: 2 (1913, 1914)
- R. Standard CL: 2 (1954, 1966)